# لندن بولفار
لندن بولفار (بالإنجليزية: London Boulevard)‏ هو فيلم جريمة تم إنتاجه في المملكة المتحدة وصدر في سنة 2010.

## بطولة
- كولين فاريل في دور هاري ميتشل، أحد المجرمين السابقين[4][4]
- كيرا نايتلي في دور شارلوت، ممثلة شابة منعزلة[4][4]
- ديفيد ثيوليس في دور جوردن، شارلوت أغورافيك مدير الأعمال، يصادق ميتشل ويساعده على الخروج خلال الفيلم.[4]
- آنا فرايل في دور بريوني ميتشل، شقيقة ميتشل «البرية» التي تجتمع وتواعد الدكتور راجو لاحقاً.[4]
- بن شابلن في دور بيلي نورتون، وهو مجرم ذكي جدا وصديق ميتشل [5]
- راي وينستون في دور روب غانت، زعيم جريمة ومغتصب مثلي الجنس[4]
- فيليبور توبيتش في دور ستربور
- إدي مارسان في دور دس بيلي، شرطي فاسد الذي يتابع جوردن ويرشو ميتشل، مما تسبب في الدخول في ورطة مع جانت.
- سانجيف بهسكار في دور الدكتور سانجي راجو، وهو صديق ميتشل الذي يبدأ إلى المحكمة بريوني.
- ستيفن غراهام في دور داني، اتصال مع ميتشل[6]
- أوفيليا لوفيبوند في دور بيني، صديقة شارلوت
- سيمون غروفر في دور بورتر في التخزين.
- جيرالد هوم في دور حانوتي.
- مات كينغ في دور فليتشر، أحد أتباع جانت.

## القصة
تدور احداث الفيلم حول أحد الرجال الذي افرج عنه حديث من السجن وتتوالى الاحداث في حياته حيث يقع في حب نجمة سينمائية شابة ويجد نفسه معرض لحرب عصابات.

## الميزانية والإيرادات
بلغت تكلفة إنتاج الفيلم حوالي 8 ملايين يورو بينما حقق أرباحا تقدر بـ $4,628,033.

## وصلات خارجية
- لندن بولفار على موقع IMDb (الإنجليزية)
- لندن بولفار على موقع ميتاكريتيك (الإنجليزية)
- لندن بولفار على موقع روتن توميتوز (الإنجليزية)
- لندن بولفار على موقع نتفليكس (الإنجليزية)
- لندن بولفار على موقع قاعدة بيانات الأفلام العربية
- لندن بولفار على موقع ألو سيني (الفرنسية)
- لندن بولفار على موقع Turner Classic Movies (الإنجليزية)
- لندن بولفار على موقع أول موفي (الإنجليزية)
- لندن بولفار على موقع بوكس أوفيس موجو (الإنجليزية)
- لندن بولفار على موقع فيلمافينيتي (الإسبانية)

1. ↑  وصلة مرجع: http://stopklatka.pl/film/londynski-bulwar. الوصول: 18 مايو 2016.
2. ↑  وصلة مرجع: http://www.imdb.com/title/tt1213648/. الوصول: 18 مايو 2016.
3. ↑  وصلة مرجع: http://www.adorocinema.com/filmes/filme-142736/. الوصول: 18 مايو 2016.
4. 1 2 3 4 5 6 7  Michael Fleming (12 أبريل 2009). "Trio joins 'London Boulevard'". فارايتي (مجلة). مؤرشف من الأصل في 2009-04-16. اطلع عليه بتاريخ 2009-06-07.
5. ↑  Stuart Kemp (10 يونيو 2009). "Two join trek down 'London Boulevard'". هوليوود ريبورتر. مؤرشف من الأصل في 2009-06-19. اطلع عليه بتاريخ 2009-07-08.
6. ↑  Steven Zeitchik (14 يوليو 2009). "Stephen Graham off to 'London'". هوليوود ريبورتر. مؤرشف من الأصل في 2020-05-19. اطلع عليه بتاريخ 2009-07-28. [وصلة مكسورة]